# 南渡丽鲷属
南渡麗鯛屬，是條鰭魚綱䲁形目麗魚科下的一個屬。

## 分類
本屬屬於麗體魚亞科，目前被認可的種如下：
- 海地南渡麗鯛 Nandopsis haitiensis
- 倫氏南渡麗鯛 Nandopsis ramsdeni
- 四棘南渡麗鯛 Nandopsis tetracanthus